# Càmera telemètrica

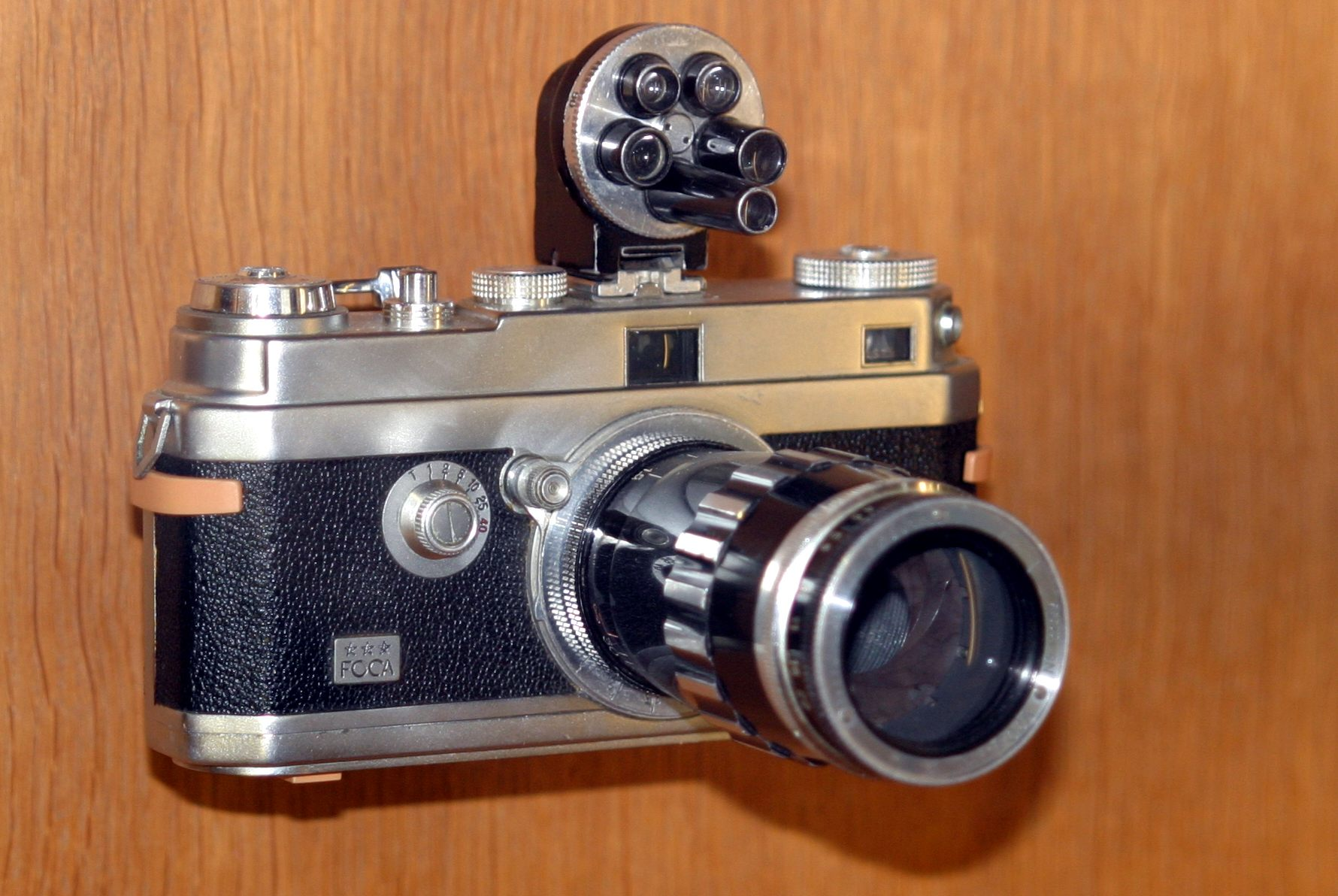
Una càmera Foca de 1947 al Musée des Arts et Métiers a París.

Una  càmera fotogràfica telemètrica, a diferència d'una càmera fotogràfica del tipus SLR, consta d'un visor telemètric independent de l'objectiu, que permet enfocar la imatge mitjançant la superposició de dues imatges. Quan coincideixen totes dues, l'objecte està enfocat.
Altres característiques són (enteses per a uns com a avantatges i per a altres com a inconvenients):
- A diferència de les SLR, en què tot el que no estigui enfocat es veu borrós (tal com seria la foto amb el diafragma obert), amb el visualitzador telemètric tot es veu clar i enfocat.
- El visor telemètric sol incorporar marcs o guies que delimiten quina part queda dins de la foto, segons l'objectiu incorporat. Això, que pot ser molest o imprecís, permet d'altra banda al fotògraf veure l'àrea que envolta el subjecte.

## Història
Essent els seus principis bàsics coneguts des del segle xvii, els telèmetres òptics de tipus coincidents ja eren àmpliament utilitzats en àmbits militars, navals i topogràfics a finals del segle xix.
Sorgiren a principi del segle XX amb la intenció de respondre a les pesades càmeres de l'època tot oferint una equilibrada relació volum-qualitat, gràcies també a l'ús de pel·lícula de 35 mm, hegemònica durant gran part del segle. Ràpidament es convertiren en icona del reportatge de carrer (posició que, en certa manera, encara es segueix defensant) i varen tenir especial importància en el fotògraf d'aquest gènere Henri Cartier-Bresson. Varen tenir una edat daurada fins l'arribada de les càmeres rèflex digitals. La marca Leica ha estat significativament important en la fabricació d'aquestes càmeres.
La primera càmera telemètrica en sortir al mercat fou la 3A Kodak Autographic Special de 1916 (de Kodak), amb un telèmetre d'imatge dividida en tres bandes i integrat en la base de l'estàndard frontal. Tot i que era precís, el fet que s'hagués d'usar de costat i que fos molt cara no va contribuir es popularitzés. El 1925 es presentaria la Leica I ('A'), la qual incorporava una ranura per a accessoris, entre els quals s'oferia el telèmetre, fet que aplanaria el camí per a la sortida, el 1932, de la Leica II (o 'D'): la primera càmera de 35 mm amb un telèmetre (separat del visor) integrat.
El fabricant de càmeres telemètriques per excel·lència ha estat sempre Leica (per exemple la M3 i successores). Dins de la fotografia digital ha estat la Epson R-D1, llançada a 2004 la primera a utilitzar un visor telemètric, substituïda per l'RD-1s el març de 2006 i aquesta per l'RD-1x el 2009. Leica va llançar la seva telemètrica digital M8 el setembre de 2006 i la M9 el 9 de setembre de 2009.

## Mecanismes òptics i enfocament

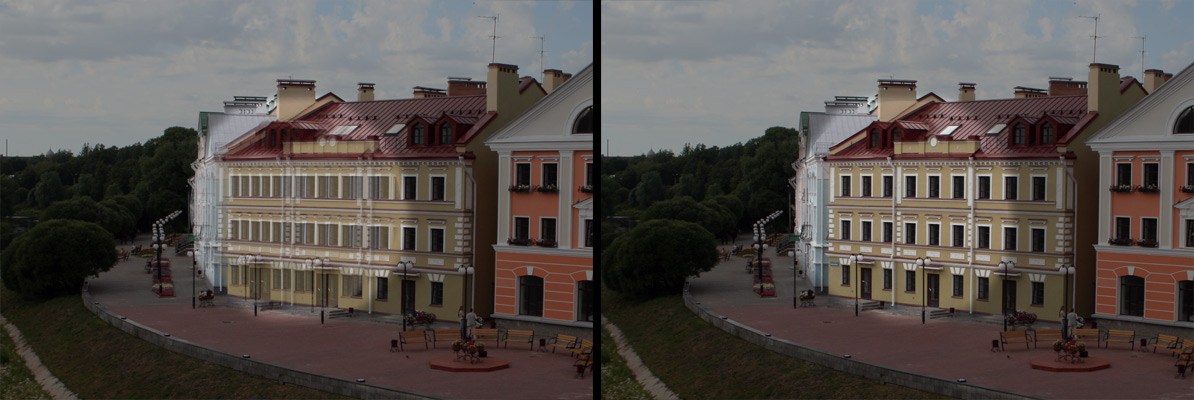
Exemple d'enfocament amb una càmera telemètrica.

La llum entra per dos visors diferents, separats per certa distància: un visor principal i un visor d'enfocament (la llum del qual, reorientada per un prisma, se superposa a la imatge del visor principal a través d'un mirall semitransparent). Les imatges d'ambdós visors són, per tant, diferents. Així, en mirar a través del visor d'una càmera telemètrica es veu tot enfocat llevat d'una regió (circular o quadricular) en que, en el centre de la imatge, es reflecteix la imatge provinent del mirall semitransparent. Aquest està connectat a l'anell d'enfocament de l'objectiu, de manera que movent-lo s'aconseguirà l'enfocament (una vegada coincideixin les dues imatges). Com que aquesta visualització no depèn de l'objectiu que hi hagi muntat a la càmera, sovint s'incorporen unes línies d'enquadrament que serveixen per mostrar al fotògraf la delimitació de la imatge que es captarà, depenent de cada lent.

## Avantatges[2]
- Els visors que incorporen són, sovint, grans i lluminosos (independentment de la mida del sensor o pel·lícula).
- Pot veure's l'entorn més enllà de la zona que es fotografiarà.
- L'enfocament manual, incloses situacions de poca lluminositat, és precís i fàcil d'utilitzar.
- Com que no disposa d'un mirall rèflex, és possible fer fotografies nítides amb més temps d'exposició sense trípode (no es produeix, doncs, trepidació pel moviment del mirall) i roman la possibilitat de veure la imatge a través del visor durant l'exposició.
- També amb relació a l'absència de mirall rèflex: dimensions de la càmera i objectius (més propers al pla focal) més reduïts que les SLR.
- Disseny simple i independent de l'electrònica.
- Són, en general, silencioses i poc intrusives.

## Inconvenients[2]
- El principal inconvenient és l'error de paral·laxi, és a dir, que l'enquadrament del visor no coincideixi exactament amb el pres per l'objectiu en ser vista la imatge des de diferent angle. Aquest punt s'accentua en distàncies curtes, fet que inutilitza els objectius macro i dificulta els enfocaments propers.
- Ús, en general, només de focals fixes (sovint entre els 21 i els 135 mm). Com a excepcions poden anomenar-se alguns objectius de vàries focals com els Tri-Elmar, que permeten vàries posicions fixes amb diferents focals (de 16, 18 i 21 mm o de 28, 35 i 50 mm).
- Mancança d'autofocus: només pot enfocar-se manualment.
- Dificultat en l'ús de focals llargues, donat que el visor no s'apropa ni s'allunya de la imatge: amb l'ús de teleobjectius (difícils de trobar per a muntures telemètriques) la zona enquadrada és tan petita que és molt complicat enfocar. Alguns models de teleobjectius inclouen, per tal de salvar aquest aspecte, visors externs.
- Absència de percepció de quina serà la profunditat de camp de la imatge resultant, així com de l'ús de filtres fotogràfics com polaritzadors.
- Tot i que inicialment no era així, els preus són més alts que els equivalents rèflex.